# Kaoru Hoshino
Pas d'image ? Cliquez ici
Kaoru Hoshino (星野薫, Hoshino Kaoru), né le 21 septembre 1947 à Shizuoka (préfecture de Shizuoka) au Japon et mort le 25 novembre 2022, est un pilote de course automobile internationale japonais.

## Carrière
Kaoru Hoshino a, durant sa carrière de pilote automobile, participé quatre fois aux 24 Heures du Mans sur et pour des voitures du constructeur automobile japonais Toyota. Son meilleur résultat dans cette course a été une 12e place au classement général,,.

## Palmarès

### Résultats aux24 heures du Mans

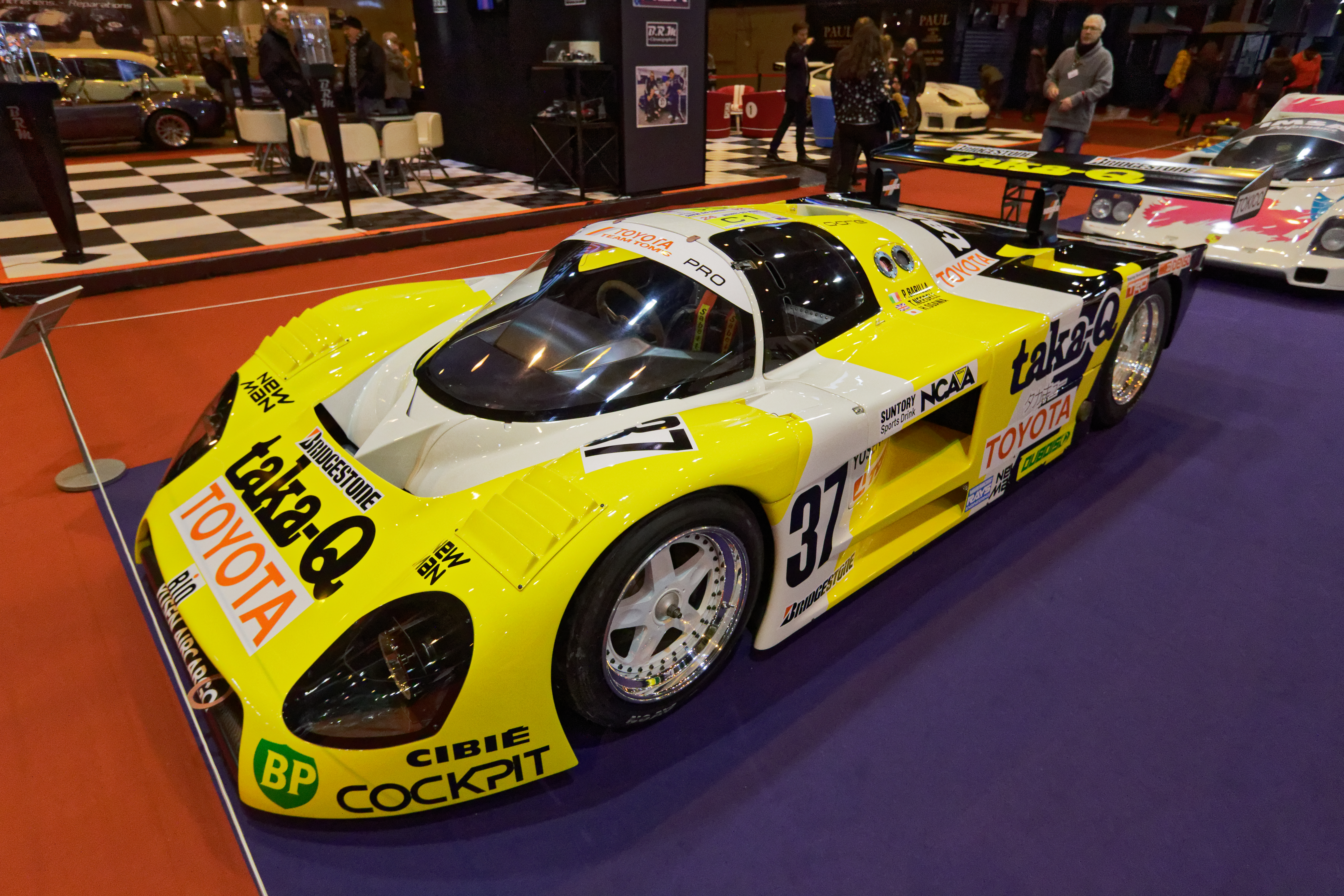
Une Toyota 88C ayant participé aux 24 Heures du Mans

| Année | Écurie            | Copilotes                       | Voiture          | Classe | Tours | Pos. | Class Pos. |
| ----- | ----------------- | ------------------------------- | ---------------- | ------ | ----- | ---- | ---------- |
| 1985  | Tom's Team        | Satoru Nakajima Masanori Sekiya | Tom's (Dome) 85C | C1     | 329   | 12e  | 12e        |
| 1987  | Toyota Team Tom's | Tiff Needell Masanori Sekiya    | Toyota 87C       | C1     | 39    | Abd. | Abd.       |
| 1988  | Toyota Team Tom's | Geoff Lees Masanori Sekiya      | Toyota 88C       | C1     | 351   | 12e  | 12e        |
| 1989  | Toyota Team Tom's | Didier Artzet Keiichi Suzuki    | Toyota 88C       | C1     | 20    | Abd. | Abd.       |

### Résultats aux24 Heures de Daytona
| Année     | Écurie              | Copilotes                    | Voiture       | Classe | Tours | Pos. | Class Pos. |
| --------- | ------------------- | ---------------------------- | ------------- | ------ | ----- | ---- | ---------- |
| 1983 (en) | All American Racers | Gene Hackman Masanori Sekiya | Toyota Celica | GTU    | 118   | Abd. | Abd.       |

### Résultats auChampionnat du Japon de sport-prototypes
| Année | Écurie                   | Châssis             | Moteur                              | Classe | 1        | 2        | 3        | 4      | 5        | 6     | Position | Points |
| ----- | ------------------------ | ------------------- | ----------------------------------- | ------ | -------- | -------- | -------- | ------ | -------- | ----- | -------- | ------ |
| 1983  | Team Tom's               | Tom's 82C Tom's 83C | Toyota 4T-GT 2,1 l I4 Turbo         | C      | SUZ 2    | SUZ 2    | FUJ 9    |        |          |       | 6e       | 17     |
| 1984  | Autobacs Racing          | Tom's 83C           | Toyota 4T-GT 2,1 l I4 Turbo         | C      | SUZ      | TSU      | SUZ Abd. | FUJ 12 |          |       | Nc.      | 0      |
| 1985  | Tom's                    | Tom's 85C           | Toyota 4T-GT 2,1 l I4 Turbo         | C      | FUJ      | FUJ 7    | FUJ 2    | FUJ 2  | FUJ 7    | FUJ   | 22e      | 15     |
| 1986  | Tom's                    | Tom's 86C           | Toyota 4T-GT 2,1 l I4 Turbo         | C      | SUZ      | FUJ 9    | FUJ 4    | SUZ 2  | FUJ 24   | FUJ   | 9e       | 27     |
| 1987  | Auto Beaurex Motorsport  | Tom's 86C           | Toyota 3S-GTM 2,1 l I4 Turbo        | C      | SUZ      | FUJ Abd. | FUJ 5    | SUZ 8  | FUJ Abd. | FUJ   | 37e      | 7      |
| 1988  | Leyton House Racing Team | Porsche 962C        | Porsche Type-935 3,0 L Flat-6 Turbo | C      | FUJ Abd. | SUZ Abd. | FUJ 4    | FUJ 7  | SUZ 6    | FUJ 8 | 22e      | 16     |